# John FitzSimons
John FitzSimons (* 12. Februar 1943) ist ein ehemaliger britischer Speerwerfer.
1966 siegte er für England startend bei den British Empire and Commonwealth Games in Kingston. Bei den Leichtathletik-Europameisterschaften in Budapest schied er in der Qualifikation aus.
1970 gewann er Bronze bei den British Commonwealth Games in Edinburgh.
1964 wurde er Englischer Meister. Seine persönliche Bestleistung von 81,92 m stellte er am 23. März 1969 in Long Beach auf.